# Gustavo Fernández y Rodríguez Bastos
Gustavo Fernández Rodríguez Bastos y Harizmendi (Ribadavia, 24 de agosto de 1841-Madrid, 20 de enero de 1929) fue un ingeniero y militar español.

## Biografía
Estudió en la Escuela de Ingenieros de Minas y en 1866 ingresó en el Cuerpo de Ingenieros de la Armada. En 1868 fue destinado primero al Arsenal de Ferrol y después a Cartagena. Después fue profesor de la Escuela Naval Flotante. En 1902 fue nombrado Inspector General del Cuerpo de Ingenieros, y en 1909 general de ingenieros de la Armada.
Académico de la Real Academia de Ciencias Exactas, Físicas y Naturales (1906), ingresando al año siguiente con el discurso El buque de combate. Poseía las cruces del Mérito Militar, al Mérito Naval y Cruz y Placa de la Orden de San Hermenegildo.

## Obras
- Curso de máquinas marinas de vapor (1879)
- Lecciones de construcción naval (1877)
- Teoría y descripción del servomotor hidráulico de Tallerie
- Exposición sucinta de un procedimiento apropiado para facilitar el arrastre de bucas en el varadero horizontal de Santa Rosalía en Cartagena .